# Вангуса, Тимоти
Тимоти Вангуса (англ. Timothy Wangusa; род. 1942) ― угандийский поэт и писатель. Пишет на английском языке. Председатель Ассоциации писателей Уганды, основатель и президент Угандийского центра Международного ПЕН-клуба.

## Биография
Тимоти Вангуса ― этнический мумасааба, хотя родился среди племени народа бугису на востоке Уганды. Изучал английский язык в Лидском университете (Великобритания) и в Университете Макерере, где позже работал преподавателем. Получил степень учёную степень магистра, защитив диссертацию по британской поэзии и докторскую степень ― написав диссертацию по африканской поэзии.
Вангуса начал работать в Университете Макерере в 1969 году. Там же он был назначен профессором в 1981 году, тем самым став первым на этой должности из народа бугису. Свою благодарственную речи по случаю вступлению в должность, озаглавленную как «Мир без слов» он посвятил проблеме забвения смысла слов. Позже Вангуса занимал должность заведующего кафедрой литературы и декана факультета искусств. Он также был министром образования в правительстве Уганды (1985―1986) и членом парламента (1989―96). В настоящее время он является старшим советником президента в правительстве Мусевени. Вангуса сыграл ключевую роль в учреждении кафедры языков и литературы в Христианском университете Уганды, англиканском университете в Муконо.

## Работы
Его сборник стихов «Salutations: Poems 1965-1975» (1977), переизданный с включением новых произведений под названием «Selected Poems 1965-1990» (1994), в значительной степени посвящён рефлексии его жизни в деревне. Роман «Upon This Mountain» (1989) повествует об истории Мвамбу, который полон решимости коснуться небес, и описывает его путь к взрослой жизни. В романе сочетаются африканский фольклор, народная мудрость и христианская символика. Основная тема произведения ― взросление в угандийском обществе и то, какие проблемы возникают при этом в традиционном окружении. Работы Вангусы были представлены на панафриканской поэтической платформе Badilisha Poetry Radio.

## Сочинения
- Salutations: Poems 1965-1975 (1977)
- Upon this mountain (1989)
- A Pattern of Dust: Selected Poems 1965-1990 (1994)
- Anthem for Africa (1995)
- Africa's New Brood (2006)
- "A taxi driver on his death